# Locomotiva FS 900
La locomotiva FS gruppo 900 era un tipo di locotender a vapore saturo e a semplice espansione che le Ferrovie dello Stato ereditarono dopo il 1905 dal riscatto della Rete Adriatica, ove erano immatricolate come gruppo RA 260, incorporandole nel proprio parco rotabili dopo averle rinumerate.

## Storia
Le locomotive, progettate dall'Ufficio d'Arte di Firenze della Rete Adriatica, vennero ordinate dall'Adriatica alla Henschel di Kassel in numero di 18 unità per l'esercizio sulle linee facenti capo al nodo di Lecco; immatricolate come RA 260, vennero poi assegnate ai propri depositi locomotive di Lecco e Brescia per il servizio sulle linee afferenti e in particolare sulla linea Lecco-Brescia della stessa compagnia. Vennero consegnate a partire dal 1889 ed utilizzate principalmente al servizio merci, dimostrando buone doti di trazione sulle rampe tra Como e Lecco, anche in virtù del loro elevato peso aderente. Dopo il riscatto delle linee della rete, passarono a far parte del parco locomotive delle FS, che le utilizzarono, successivamente, al servizio di manovra negli stessi impianti. Risultavano ancora in carico alle FS nel secondo volume dell'Album dei tipi edito nel 1915.

## Caratteristiche
La locomotiva era del tipo locotender a 3 assi accoppiati di piccolo diametro con asse posteriore portante, soluzione questa piuttosto insolita nelle ferrovie italiane. Si trattava di un modello dalla classica linea italiana con casse d'acqua laterali alla caldaia e contenitore della sabbia posto tra fumaiolo e duomo. La locomotiva era di concezione semplice e affidabile; a vapore saturo e semplice espansione, a 2 cilindri esterni e con distribuzione a cassetto piano. Aveva elevate scorte d'acqua, per complessivi 5,5 m³, e di carbone per 5,2 t che le conferivano una buona autonomia e un notevole peso aderente, 42,5 tonnellate con scorte al massimo. Raggiungevano la velocità di 60 km/h, notevole per una macchina merci, ma risentivano della mancanza di impianto frenante ad aria compressa o a vapore affidandosi al solo freno a mano della macchina. Per tale motivo, in seguito all'immissione in servizio di macchine più moderne le FS relegarono il gruppo quasi esclusivamente alla manovra.